# Campeonato Mundial de Boxeo Aficionado de 2017
El XIX Campeonato Mundial de Boxeo Aficionado se celebró en Hamburgo (Alemania) entre el 25 de agosto y el 2 de septiembre de 2017 bajo la organización de la Asociación Internacional de Boxeo (AIBA) y la Federación Alemana de Boxeo.
Las competiciones se realizaron en la arena Sporthalle Hamburg.

## Calendario
| P | Preliminares | ¼ | Cuartos de final | ½ | Semifinales | F | Final |

| Fecha→ Categoría ↓ | Vi 25 | Sá 26 | Do 27 | Lu 28 | Ma 29 | Mi 30 | Ju 31 | Vi 01 | Sá 02 |
| ------------------ | ----- | ----- | ----- | ----- | ----- | ----- | ----- | ----- | ----- |
| –49 kg             | P     | –     | P     | –     | ¼     | –     | ½     | –     | F     |
| –52 kg             | –     | P     | –     | P     | ¼     | –     | –     | ½     | F     |
| –56 kg             | P     | –     | P     | –     | ¼     | –     | ½     | –     | F     |
| –60 kg             | –     | P     | –     | P     | ¼     | –     | –     | ½     | F     |
| –64 kg             | P     | –     | P     | –     | ¼     | –     | ½     | –     | F     |
| –69 kg             | –     | P     | –     | P     | ¼     | –     | –     | ½     | F     |
| –75 kg             | P     | –     | P     | –     | ¼     | –     | ½     | –     | F     |
| –81 kg             | –     | P     | –     | P     | ¼     | –     | –     | ½     | F     |
| –91 kg             | P     | –     | P     | –     | ¼     | –     | ½     | –     | F     |
| +91 kg             | –     | P     | –     | P     | ¼     | –     | –     | ½     | F     |

## Medallistas
| Evento                | Oro                              | Plata                             | Bronce                                                           |
| --------------------- | -------------------------------- | --------------------------------- | ---------------------------------------------------------------- |
| Minimosca (49 kg)     | Joahnys Argilagos · Cuba         | Hasanboy Doʻsmatov Uzbekistán     | Zhomart Yerzhan · Kazajistán Yuberjen Martínez · Colombia        |
| Mosca (52 kg)         | Yosvany Veitía · Cuba            | Jasurbek Latipov Uzbekistán       | Tamir Galanov · Rusia Kim In-Kyu · Corea del Sur                 |
| Gallo (56 kg)         | Kairat Yeraliyev · Kazajistán    | Duke Ragan Estados Unidos         | Peter McGrail Inglaterra Gaurav Bidhuri India                    |
| Ligero (60 kg)        | Sofiane Oumiha Francia           | Lázaro Álvarez Estrada · Cuba     | Otar Eranosian Georgia Dorzhniambuuguiin Otgondalai Mongolia     |
| Wélter ligero (64 kg) | Andy Cruz Gómez · Cuba           | Iqboljon Xoldorov Uzbekistán      | Freudis Rojas Estados Unidos Hovhannes Bachkov Armenia           |
| Wélter (69 kg)        | Shahram Gʻiyosov Uzbekistán      | Roniel Iglesias · Cuba            | Ablaijan Zhusipov · Kazajistán Abass Baraou · Alemania           |
| Medio (75 kg)         | Olexandr Jyzhniak · Ucrania      | Abiljan Amankul · Kazajistán      | Kamran Şahsuvarlı Azerbaiyán Troy Isley Estados Unidos           |
| Semipesado (81 kg)    | Julio César La Cruz · Cuba       | Joseph Ward Irlanda               | Carlos Mina Caicedo · Ecuador Bektemir Meliqoʻziyev · Uzbekistán |
| Pesado (91 kg)        | Erislandy Savón · Cuba           | Yevgueni Tishchenko · Rusia       | Sanjar Tursunov · Uzbekistán Vasili Levit · Kazajistán           |
| Superpesado (+91 kg)  | Məhəmmədrəsul Məcidov Azerbaiyán | Kamshybek Konkabayev · Kazajistán | Fokou Arsene Camerún Joseph Goodall Australia                    |

## Medallero
| Núm. | País           | Oro | Plata | Bronce | Total |
| ---- | -------------- | --- | ----- | ------ | ----- |
| 1    | Cuba           | 5   | 2     | 0      | 7     |
| 2    | Uzbekistán     | 1   | 3     | 2      | 6     |
| 3    | Kazajistán     | 1   | 2     | 3      | 6     |
| 4    | Azerbaiyán     | 1   | 0     | 1      | 2     |
| 5    | Francia        | 1   | 0     | 0      | 1     |
| 5    | Ucrania        | 1   | 0     | 0      | 1     |
| 7    | Estados Unidos | 0   | 1     | 2      | 3     |
| 8    | Rusia          | 0   | 1     | 1      | 2     |
| 9    | Irlanda        | 0   | 1     | 0      | 1     |
| 10   | Alemania       | 0   | 0     | 1      | 1     |
| 10   | Armenia        | 0   | 0     | 1      | 1     |
| 10   | Australia      | 0   | 0     | 1      | 1     |
| 10   | Camerún        | 0   | 0     | 1      | 1     |
| 10   | Colombia       | 0   | 0     | 1      | 1     |
| 10   | Corea del Sur  | 0   | 0     | 1      | 1     |
| 10   | Ecuador        | 0   | 0     | 1      | 1     |
| 10   | Georgia        | 0   | 0     | 1      | 1     |
| 10   | India          | 0   | 0     | 1      | 1     |
| 10   | Inglaterra     | 0   | 0     | 1      | 1     |
| 10   | Mongolia       | 0   | 0     | 1      | 1     |
|      | TOTAL          | 10  | 10    | 20     | 40    |